# Federação Uruguaia de Voleibol
A Federação Uruguaia de Voleibol  (em espanholː Federación de Uruguaya de Voleibol,FUV) é  uma organização fundada em 1947, que governa a pratica de voleibol no Uruguai, sendo membro da Federação Internacional de Voleibol, a entidade é responsável por  organizar  os campeonatos nacionais de  voleibol, masculino e feminino no país.